# Distenia shennongjiaensis
Distenia shennongjiaensis là một loài bọ cánh cứng trong họ Cerambycidae.